# ستارغيت إنفينيتي

من اليسار إلى اليمين: ستايسي بونر، سياتل مونتويا، غاس بونر, ر.ج. هاريسون وإيكو.

بوابة النجوم اللامحدودة (بالإنجليزية: Stargate Infinity)‏ هي سلسلة أمريكية من الرسوم المتحركة التلفزيونية من إنتاج شركة فوكس انطلقت سنة 2002م بعد النجاح الذي شهده المسلسل في نسخته (إس جي -1). المسلسل انتج منه موسم واحد فقط بـ 26 حلقة كانت أولاها في 14 سبتمبر 2002م وأخراها في 24 مارس 2003م بعدها توقف المسلسل تماماً. عرض المسلسل على قناتي 4Kids Entertainment و Fox Box. ونزلت نسخة الديفيدي إلى الأسواق سنة 2008م.

## روابط خارجية
- ستارغيت إنفينيتي على موقع IMDb (الإنجليزية)
- ستارغيت إنفينيتي على موقع ميتاكريتيك (الإنجليزية)
- ستارغيت إنفينيتي على موقع روتن توميتوز (الإنجليزية)
- ستارغيت إنفينيتي على موقع أول موفي (الإنجليزية)
- ستارغيت إنفينيتي على موقع فيلمافينيتي (الإسبانية)
- ستارغيت إنفينيتي على موقع كينوبويسك (الروسية)
- ستارغيت إنفينيتي على موقع ألو سيني (الفرنسية)
- ستارغيت إنفينيتي على موقع قاعدة بيانات الفيلم (الإنجليزية)